# عصب الكييس
عصب الكُيَيس (بالإنجليزية: Saccular nerve)‏ هو عصب يمدّ بقعة الشبكية في الكييس.